# Butry-sur-Oise
Butry-sur-Oise ist eine französische Gemeinde mit 2242 Einwohnern (Stand: 1. Januar 2022) im Département Val-d’Oise in der Region Île-de-France; sie gehört zum Arrondissement Pontoise und zum Kanton Saint-Ouen-l’Aumône. Die Einwohner werden Butryots genannt.

## Geographie
Butry-sur-Oise liegt etwa 30 Kilometer nördlich von Paris an der Oise. Umgeben wird Butry-sur-Oise von den Nachbargemeinden Valmondois im Norden, L’Isle-Adam im Nordosten, Mériel im Osten und Süden sowie Auvers-sur-Oise im Westen und Südwesten.
Das Gemeindegebiet gehört zum Regionalen Naturpark Vexin français.

## Bevölkerungsentwicklung
| Jahr      | 1962 | 1968 | 1975 | 1982 | 1990 | 1999 | 2006 | 2012 | 2018 |
| Einwohner | 818  | 883  | 997  | 1646 | 1878 | 1969 | 1987 | 2213 | 2274 |

## Sehenswürdigkeiten
- Kirche Notre-Dame du Cœur immaculée de Marie

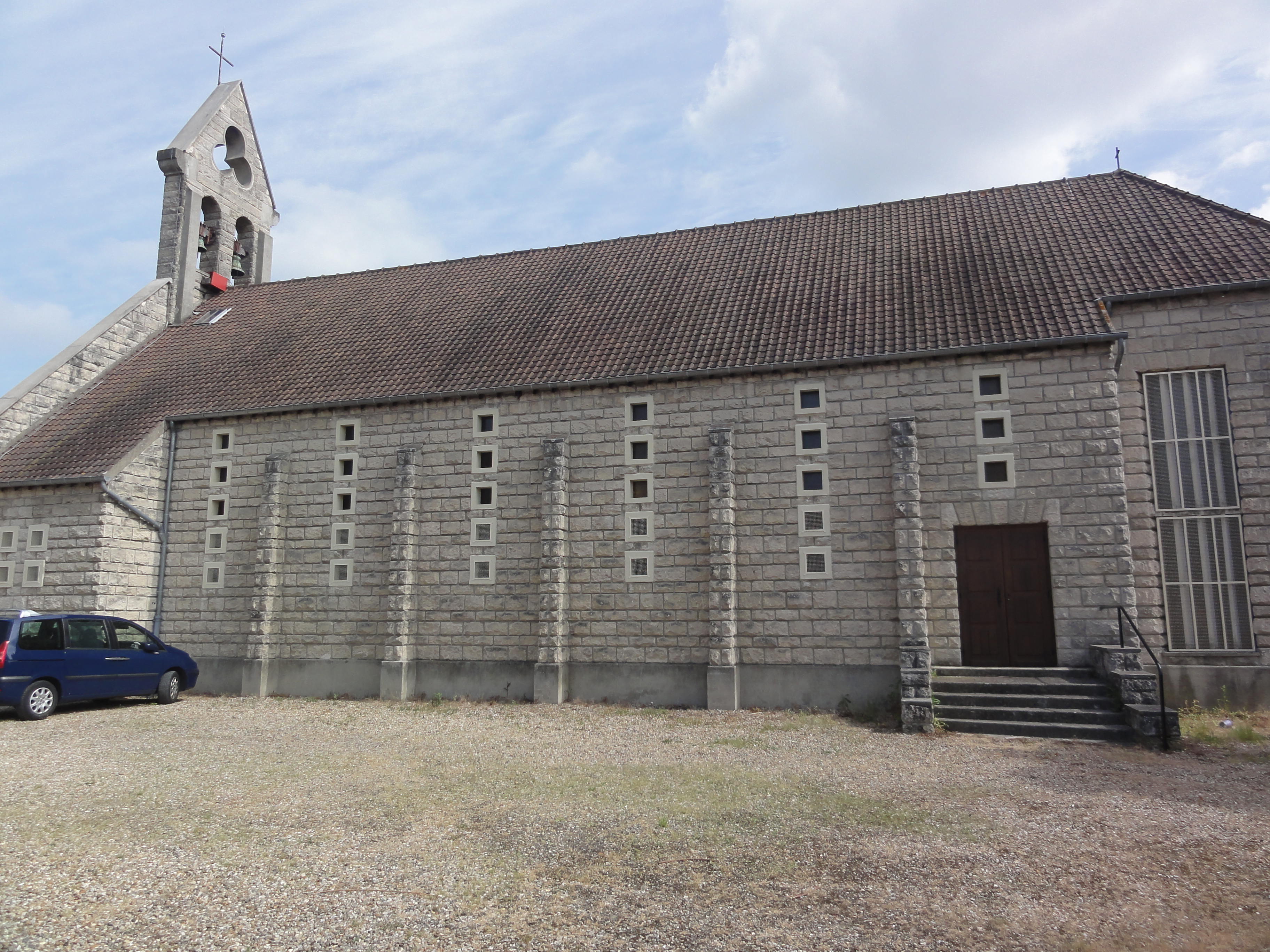
Kirche Notre-Dame du Cœur immaculée de Marie

- Eisenbahnmuseum
- Eisenbahnbrücke über die Oise